# Une fille de l'Est
Singles de Patricia Kaas
Une femme comme une autre Le mot de passe
Pistes de Le Mot de passe
Ma liberté contre la tienne Si tu rêves
Une fille de l'Est est une chanson écrite et composée par Jean-Jacques Goldman pour la chanteuse française Patricia Kaas.

## Historique
La chanson rend hommage aux origines de Patricia Kaas, née à Forbach, en Moselle, d'une mère allemande et d'un père français.
Le titre participe au succès de l'album Le Mot de passe et devient une chanson phare de la chanteuse,.